# موتور آی‌دبلیو
موتور آی‌دبلیو (به انگلیسی: IW engine) نام یک موتور بازی است که توسط شرکت اینفینیتی وارد برای ساخت عناوین موفق ندای وظیفه و اجرا در مایکروسافت ویندوز، ایکس‌باکس ۳۶۰ و پلی‌استیشن ۳ طراحی شده است. این موتور بازی از سوی IGN به عنوان یکی از ۱۰ موتور بازی برتر برگزیده شده است.

## آی‌دبلیو ۴
موتور آی‌دابلیو ۴ دومین نسل از موتور آی‌دبلیو است که توسط اینفینیتی وارد ساخته شده و اولین بار در بازی ندای وظیفه: جنگاوری نوین ۲ مورد استفاده قرار گرفت و به وسیله تکنولوژی جریان بافت اجازه ساخت دنیاهای بزرگتر و اشیایی با جزئیات بیشتر را به سازنده می‌دهد. همچنین تری‌آرک در ساخت بازی ندای وظیفه: بلک اپس از این موتور استفاده کرد.

## بازی‌ها
| عنوان                                                                                                 | نسخه                                                 | سال        |
| --- | ---------------------------------------------------- | ---------- |
| ندای وظیفه ۲                                                                                          | IW 1.0                                               | ۲۰۰۵       |
| ندای وظیفه ۴: جنگاوری نوین Call of Duty: Modern Warfare – Reflex Edition                              | IW 3.0                                               | ۲۰۰۷ ۲۰۰۹  |
| ندای وظیفه: جهان در جنگ                                                                               | IW 3.0                                               | ۲۰۰۸       |
| ۰۰۷: ذره‌ای آرامش                                                                                      | IW 3.0                                               | ۲۰۰۸       |
| ندای وظیفه: جنگاوری نوین ۲ Call of Duty Online                                                        | IW 4.0                                               | ۲۰۰۹; ۲۰۱۵ |
| ندای وظیفه: بلک اپس                                                                                   | IW 3.0                                               | ۲۰۱۰       |
| ندای وظیفه: جنگاوری نوین ۳                                                                            | IW 5.0 (MW3 engine)                                  | ۲۰۱۱       |
| ندای وظیفه: بلک اپس ۲                                                                                 | Black Ops II engine (Updated version of IW 3.0)      | ۲۰۱۲       |
| ندای وظیفه: اشباح                                                                                     | IW 6.0                                               | ۲۰۱۳       |
| ندای وظیفه: جنگاوری پیشرفته                                                                           | Sledgehammer Games engine                            | ۲۰۱۴       |
| ندای وظیفه: بلک اپس ۳ (PS4/Xbox One/PC/macOS version)                                                 | Black Ops III engine (derived from IW 3.0)           | ۲۰۱۵       |
| ندای وظیفه: جنگ‌های بی‌نهایت                                                                            | IW 7.0                                               | ۲۰۱۶       |
| ندای وظیفه: بازسازی‌شده جنگاوری نوین                                                                   | Modified IW                                          | ۲۰۱۶       |
| ندای وظیفه: جنگ جهانی دوم                                                                             | Sledgehammer Games engine                            | ۲۰۱۷       |
| ندای وظیفه: بلک آپس ۴                                                                                 | Black Ops 4 engine (derived from IW 3.0)             | ۲۰۱۸       |
| ندای وظیفه: جنگاوری نوین ندای وظیفه: وارزون                                                           | IW 8.0 (Rebuilt engine)                              | ۲۰۱۹; ۲۰۲۰ |
| ندای وظیفه: جنگاوری نوین ۲                                                                            | Modified IW (derived from Sledgehammer Games engine) | ۲۰۲۰       |
| ندای وظیفه: جنگ سرد بلک اپس                                                                           | Black Ops Cold War engine                            | ۲۰۲۰       |
| ندای وظیفه: ونگارد                                                                                    | IW 8.0                                               | ۲۰۲۱       |
| ندای وظیفه: جنگاوری نوین ۲ ندای وظیفه: وارزون ۲٫۰ ندای وظیفه: جنگاوری نوین ۳ ندای وظیفه: وارزون‌موبایل | IW 9.0                                               | ۲۰۲۲; ۲۰۲۳ |
| ندای وظیفه: بلک آپس ۶                                                                                 | Modified IW 9.0                                      | ۲۰۲۴       |